# Blob (Tichý oceán)

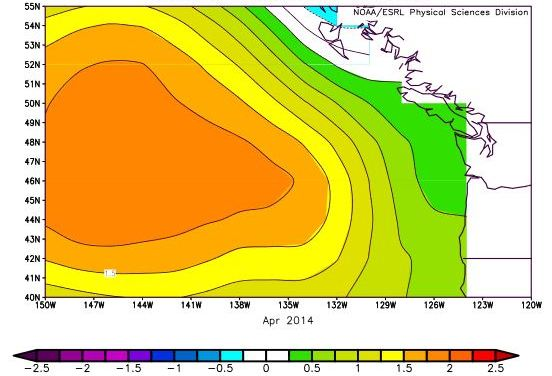
Blob je anomální těleso s teplotou povrchu moře výrazně nad normálem, jak je vidět na grafu NOAA z dubna 2014.

Blob je velká masa relativně teplé vody v Tichém oceánu u pobřeží Severní Ameriky, která byla poprvé zaznamenána koncem roku 2013 a dále se šířila v průběhu let 2014 a 2015. Jedná se o příklad mořské vlny veder. Teplota povrchu moře naznačovala, že Blob přetrvává i v roce 2016, ale původně se předpokládalo, že se později v tomto roce rozptýlí.
V září 2016 se Blob znovu objevil a dal o sobě vědět meteorologům. Teplá vodní masa byla neobvyklá pro podmínky otevřeného oceánu a předpokládá se, že sehrála roli při vzniku neobvyklých povětrnostních podmínek, které se ve stejném období vyskytly podél tichomořského pobřeží Severní Ameriky. Teplé vody Blobu byly chudé na živiny a nepříznivě ovlivnily mořský život.
V roce 2019 vyvolala další zděšení slabší forma efektu označovaná jako „Blob 2.0“ a v roce 2021 způsobil výskyt „Jižního Blobu“ na jih od rovníku poblíž Nového Zélandu velký efekt v Jižní Americe, zejména v Chile a Argentině.